# Grupo 7
Grupo 7 es una película española de 2012 de género policíaco, dirigida por Alberto Rodríguez.

## Sinopsis
El Grupo 7 es una unidad policial que tiene como objetivo limpiar de droga las calles del centro de Sevilla en los años previos a la inauguración de la Expo 92. Sus métodos incluyen desde lo poco ético hasta lo abiertamente ilegal.
El Grupo 7 lo componen: Ángel (Mario Casas), un aspirante a inspector; Rafael (Antonio de la Torre), de medios expeditivos; Mateo (Joaquín Núñez), veterano y socarrón, y  Miguel (José Manuel Poga). Ángel es el único que, por su juventud, se ha educado ya en democracia. Los otros tres empezaron su carrera policial bajo la antigua dictadura franquista.
Entre Ángel y Rafael surgirá una extraña comprensión y terminarán pareciéndose el uno al otro más de lo que hubieran imaginado nunca.  Ángel transita, cada vez con más soltura, por el camino de la ambición y de los excesos policiales, mientras que algo en el interior de Rafael se transforma gracias al amor inesperado de la bella y enigmática Lucía.
El juego de traiciones, lealtades y sentimientos se complicará a medida que el Grupo 7 acumula éxitos y condecoraciones.

## Relación con hechos reales
El guionista de la película, Rafael Cobos, afirma que no está "basada en hechos reales, aunque bebe del entorno que nos rodea." Se inspiró en el sumario judicial de un caso de corrupción en la Policía Nacional de Sevilla.
El personaje de Marisa Morales, periodista de Diario del Sur que denuncia los excesos del Grupo 7, está inspirado en la periodista real Rosa María López, de Diario 16 de Andalucía. Según ella, los hechos narrados en la película corresponden más bien al Grupo 10 de la Brigada de Seguridad Ciudadana y no tanto al Grupo 7 y la prostituta llamada "la Caoba" en la película evoca a "la Chari" real, cuyo hermano fue asesinado. El acoso sufrido por López fue, según sus declaraciones, más grave de lo mostrado en la película.
Los dos personajes principales están inspirados en policías reales miembros del Grupo 10: Ángel (Mario Casas) corresponde a Domingo Delgado mientras que Rafael (Antonio de la Torre) refleja el jefe del grupo, José Robles. Ambos fueron investigados por sus métodos, ingresaron en prisión y finalmente fueron absueltos.

## Reparto
- Antonio de la Torre es Rafael Cantera Luján.
- Mario Casas es Ángel Lares Pacheco.
- Joaquín Núñez es Mateo Prado Jiménez.
- José Manuel Poga es Miguel Ruiz Lozano.
- Julián Villagrán es Joaquín.
- Inma Cuesta es Elena.
- Lucía Guerrero es Lucía.
- Estefanía de los Santos es La Caoba.
- Pedro Cervantes es Eulogio.
- Alfonso Sánchez es Amador.
- Carlos Olalla es Don Julián.

## Palmarés cinematográfico
XXVII edición de los Premios Goya
| Categoría                     | Persona                                                       | Resultado |
| ----------------------------- | ------------------------------------------------------------- | --------- |
| Mejor película                | Mejor película                                                | Nominada  |
| Mejor director                | Alberto Rodríguez                                             | Nominado  |
| Mejor actor protagonista      | Antonio de la Torre                                           | Nominado  |
| Mejor actor de reparto        | Julián Villagrán                                              | Ganador   |
| Mejor actriz revelación       | Estefanía de los Santos                                       | Nominada  |
| Mejor actor revelación        | Joaquín Núñez                                                 | Ganador   |
| Mejor guion original          | Alberto Rodríguez Rafael Cobos López                          | Nominados |
| Mejor música original         | Julio de la Rosa                                              | Nominado  |
| Mejor fotografía              | Álex Catalán                                                  | Nominado  |
| Mejor montaje                 | José M. G. Moyano                                             | Nominado  |
| Mejor dirección artística     | Pepe Domínguez del Olmo                                       | Nominado  |
| Mejor dirección de producción | Manuela Ocón                                                  | Nominada  |
| Mejor diseño de vestuario     | Fernando García                                               | Nominado  |
| Mejor maquillaje y peluquería | Yolanda Piña                                                  | Nominada  |
| Mejor sonido                  | Daniel de Zayas Ramírez Nacho Royo-Villanova Pelayo Gutiérrez | Nominados |
| Mejores efectos especiales    | Juan Ventura                                                  | Nominado  |

68.ª edición de las Medallas del Círculo de Escritores Cinematográficos
| Categoría               | Persona                              | Resultado |
| ----------------------- | ------------------------------------ | --------- |
| Mejor película          | Mejor película                       | Nominada  |
| Mejor director          | Alberto Rodríguez                    | Nominado  |
| Mejor actor             | Antonio de la Torre                  | Ganador   |
| Mejor actor secundario  | Julián Villagrán                     | Ganador   |
| Mejor actriz revelación | Estefanía de los Santos              | Nominada  |
| Mejor actor revelación  | Joaquín Núñez                        | Ganador   |
| Mejor guion original    | Alberto Rodríguez Rafael Cobos López | Nominados |
| Mejor música            | Julio de la Rosa                     | Nominado  |
| Mejor fotografía        | Álex Catalán                         | Nominado  |
| Mejor montaje           | José M. G. Moyano                    | Nominado  |